# Онорио, Теимва
Теимва Онорио (кириб. Teimwa Onorio; род. 1963) — политический деятель Кирибати. Член Палаты собрания с 1998 года. Вице-президент Кирибати (2003—2016). 

## Биография
Теимва Онорио — дочь Роты Онорио, спикера Палаты собрания (1979—1982) и исполняющего обязанности президента Кирибати с 10 декабря 1982 года по 18 февраля 1983 года. 
Получила образование в Университете Виктории в Веллингтоне, в 1990 году закончила Университет Восточной Англии.
Онорио была членом парламента от избирательного округа Арораэ с 1998 по 2002 год. Она также занимала пост министра внутренних и социальных дел с 2012 года. С 2003 по 2007 год Теимва была министром образования, молодёжи и развития спорта. Затем с 2007 по 2008 год она возглавляла  министерство торговли, промышленности и кооперативов, а с 2008 по 2012 год вновь работала министром образования, молодёжи и развитию спорта.
В качестве вице-президента Кирибати она представляла Альянс малых островных государств в Организации Объединённых Наций, выступая на тему изменения климата.
Президент Кирибати Аноте Тонг переназначил Онорио на третий срок подряд в качестве вице-президента 19 января 2012 года в составе назначенных им членов Кабинета министров.